# Bembel

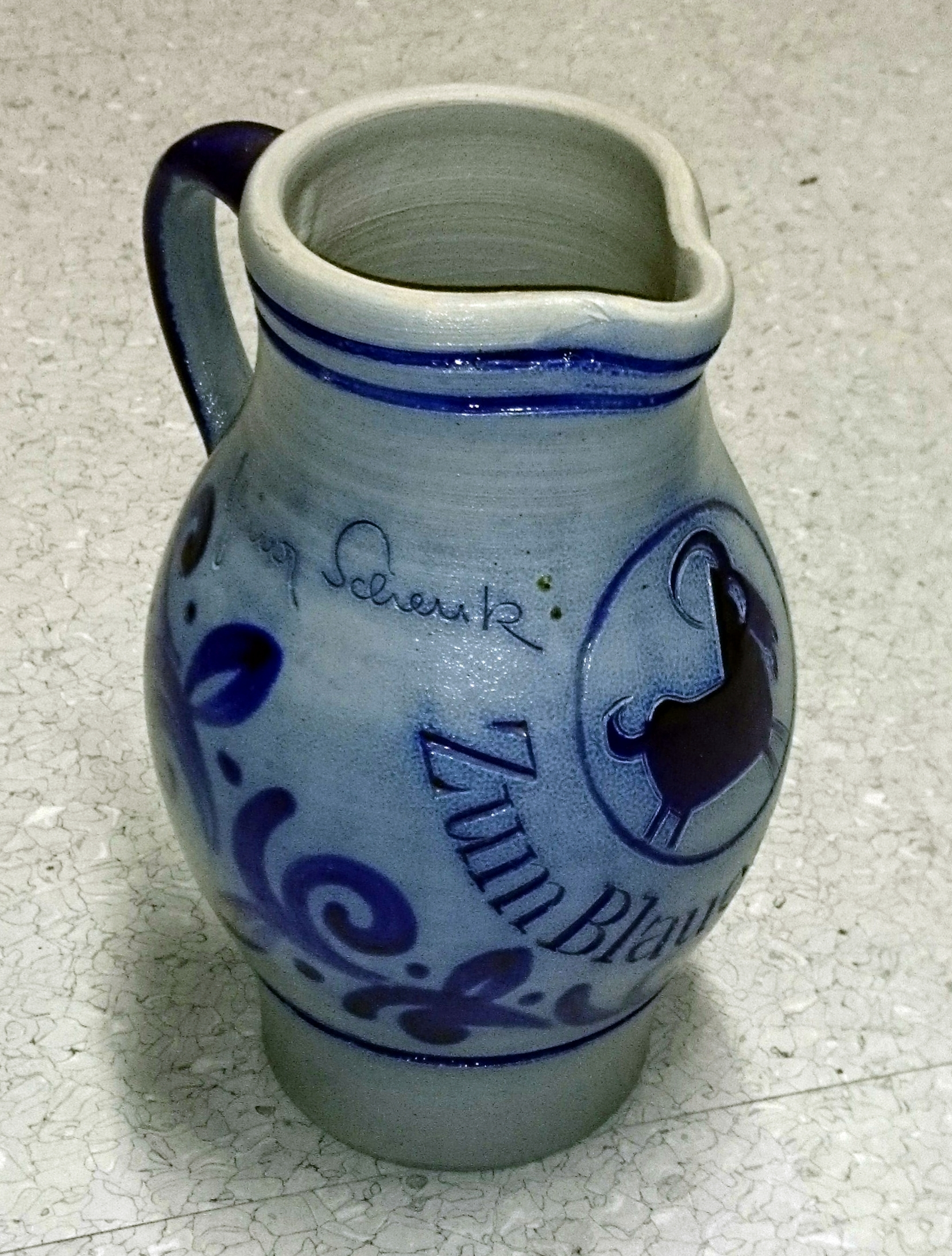
Bembel, der von Heinz Schenk in der TV-Sendung Zum Blauen Bock an Gäste überreicht wurde

Wappen von Höhr-Grenzhausen im Kannenbäckerland, als Frankfurter Kannen blasoniert

Als Bembel wird eine dickbauchige Kanne aus Westerwälder Steinzeug bezeichnet, die in südhessischen Gaststätten zum Ausschenken von Apfelwein benutzt wird. Traditionell werden Bembel im Westerwald im Kannenbäckerland in Handarbeit hergestellt. Sie haben eine Salzglasur in grauer Farbe, zumeist mit blauen Mustern, und weisen in Form und Glasur bevorzugt gewisse Unregelmäßigkeiten als Folge der handwerklichen Herstellung auf. Früher waren die Bembel auch mit einem Zinndeckel versehen.

## Wortherkunft

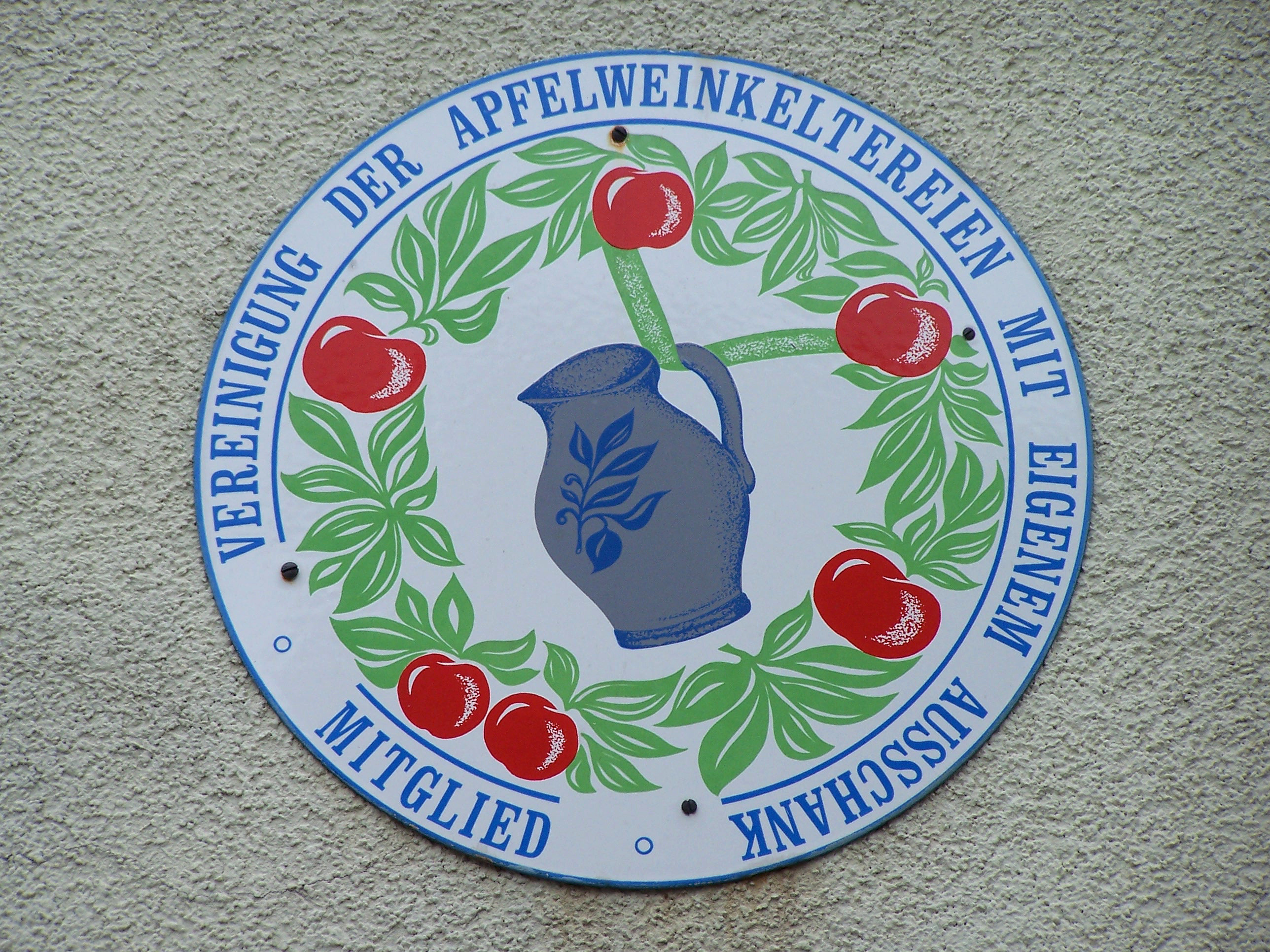
Ein aufgehängter, „baumelnder“ Bembel auf einem Schild der „Vereinigung der Apfelweinkeltereien mit eigenem Ausschank“ in Frankfurt am Main

Laut Duden ist das Wort Bembel von dem nur regional gebräuchlichen Verb bampeln abgeleitet, was so viel wie „baumeln, pendeln“ bedeutet. Es bezeichnet einerseits in westmitteldeutschen Mundarten den Glockenschwengel oder eine kleine Glocke, andererseits in Hessen den Krug für den Apfelwein. Das Digitale Wörterbuch der deutschen Sprache (DWDS) ordnet Bembel als südwestdeutschen Ausdruck ein, erwähnt die Nebenform Bämpel und leitet das Wort von dem Verb bammeln („baumeln“) ab. Die ursprüngliche Bezeichnung ist laut DWDS „etwas Baumelndes, Glockenschwengel“; durch Bedeutungsübertragung wurde Bembel im 19. Jahrhundert auch eine Bezeichnung für den Weinkrug. Bis heute werden Bembel in Apfelweinwirtschaften mit dem Henkel an Haken aufgehängt.
Mit Bembel wurde zu Beginn im 19. Jahrhundert in der Jenischen Sprache das Bier bezeichnet. Als Gefäß erwähnt wird der Bembel zum Beispiel 1893 in der Schrift Humoristische Memoiren eines alten Frankfurters von Johann Jacob Frieß.

## Geschichte
Entwickelt hat sich das dickbauchige Gefäß aus der Frankfurter Kanne, einem traditionellen Gefäß in Weinwirtschaften, und aus dem klassischen Krug. Vom Krug hat der Bembel seine dickbauchige Form übernommen, von der Frankfurter Kanne die Halsform, den Ausguss und den Henkel. Der Bembel wird auch als Blumenvase benutzt, wie unter anderem Stillleben des in Frankfurt ansässigen Malers Erich Grube (1890–1952) bestätigen.
Über Hessen hinaus bekannt wurde der Bembel vor allem durch die Fernsehsendung Zum Blauen Bock mit Otto Höpfner und später Heinz Schenk, in der den Gästen der Sendung jeweils ein Bembel zur Erinnerung überreicht wurde. Im hessischen Niedernhausen lädt der Bembel-Weg zum Wandern ein.

## Eigenschaften

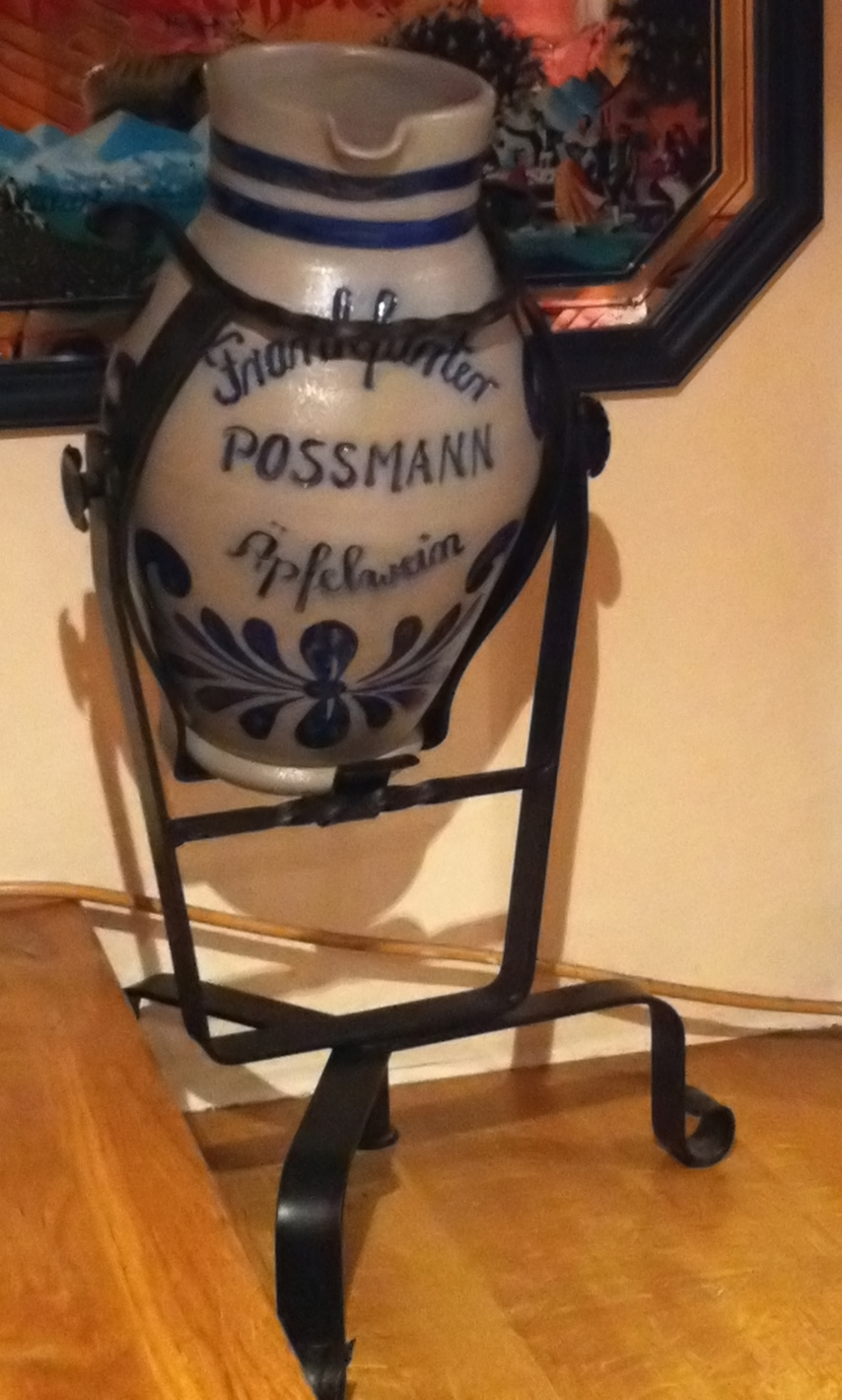
Bembel im Faulenzer

Traditionelle Bembel haben ihre dickste Stelle ungefähr in der Mitte und einen sanften Übergang vom Bauch zum Hals, damit sich der Inhalt gut ausgießen lässt, ohne nachzuschwappen. Der Hals stülpt sich nicht oder nur wenig nach außen aus. Besonders traditionelle Formen haben einen sichtbar abgegrenzten, fast zylindrischen Fuß. Angesprungene Bembel wurden früher mit Drahtverschnürungen vor weiterem Entzweigehen bewahrt und weiterverwendet.
Bemalt werden Bembel mit stilisierten Apfelzweigen oder Kränzen. Oft werden die Bembel von Apfelwein-Keltereien mit deren Namenszug vertrieben oder mit dem Namen des Apfelweinlokals beschriftet.
Größere Bembel werden in Gaststätten gelegentlich in „Faulenzern“ verwendet. Das sind schmiedeeiserne oder hölzerne Gestelle, die durch einen in der Schwerpunktachse drehbar gelagerten Kippmechanismus das Einschenken aus den schweren Steingutgefäßen erleichtern.

## Größen

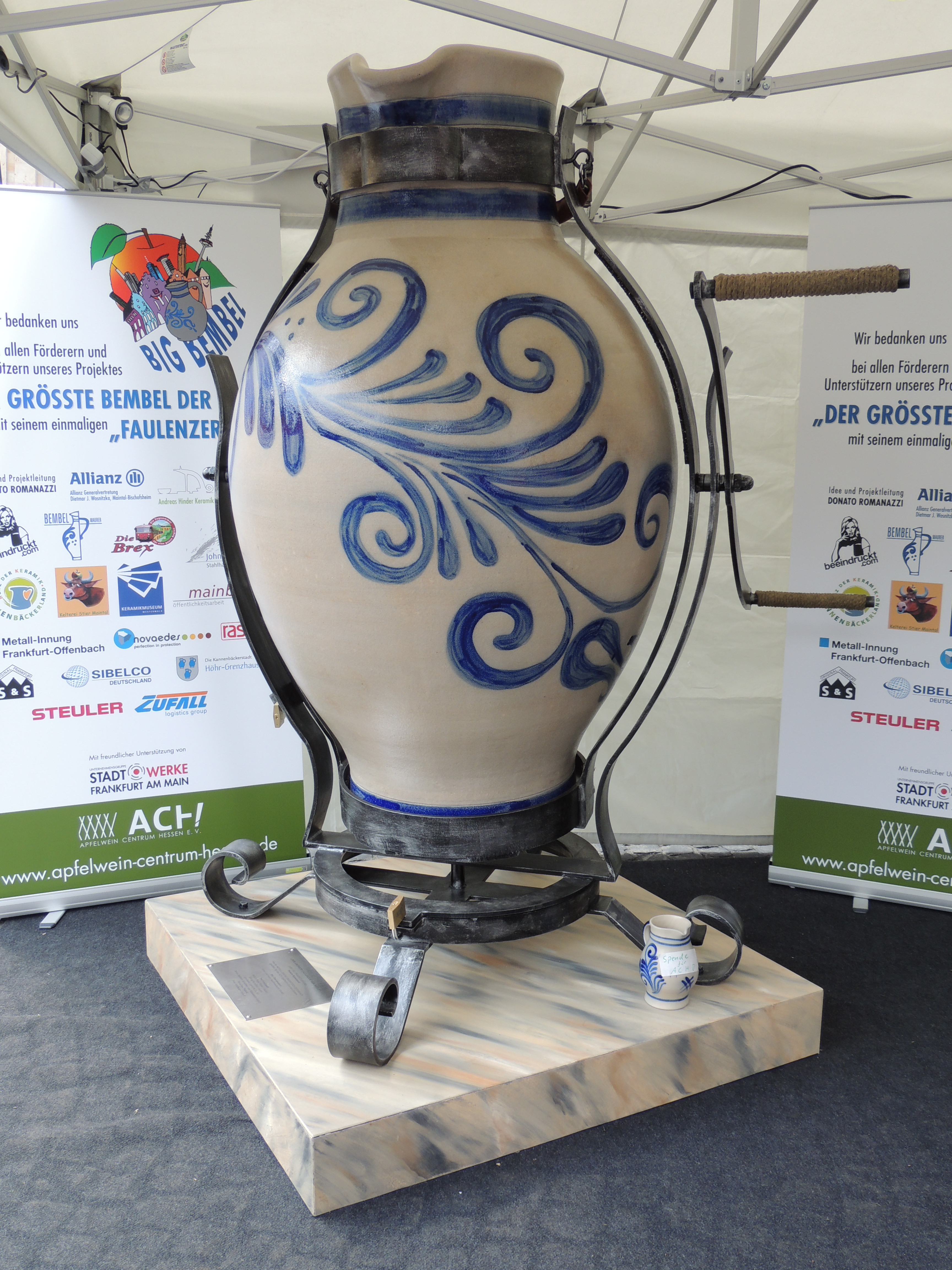
670-Liter-Bembel im Faulenzer

### Übliche Größen
Die verschiedenen Größen werden in der Regel nach ihrem Volumen, gemessen am Inhalt als Anzahl von Gläsern, benannt, also zum Beispiel 4er-, 8er-, 12er- oder 24er-Bembel. In traditionellen Gaststätten fasst das als Geripptes bezeichnete Glas 0,3 Liter, mittlerweile werden jedoch häufig „Beschissergläser“ von 0,25 Liter Fassungsvermögen benutzt, sodass ein 4er-Bembel je nach Gaststätte 1 oder 1,2 Liter Apfelwein enthält.

### Rekordgrößen
Der nach dem Guinness-Buch der Rekorde größte Bembel der Welt wurde 2012 im Westerwald in Höhr-Grenzhausen hergestellt und die dazu passende Ausgießvorrichtung („Faulenzer“) in Offenbach gefertigt. Er fasst 670 Liter und wiegt 300 Kilogramm. Er ist 1,69 Meter hoch und hat einen Umfang von 3,26 Meter. Am 4. August 2013 wurde er mit einem Zug des Eisenbahnmuseums Darmstadt-Kranichstein, gezogen von der Dampflokomotive 52 4867 der Historischen Eisenbahn Frankfurt, über die Brexbachtalbahn nach Frankfurt am Main zum „Äppelwoifest“ transportiert.
Im Jahr 1908 gab es in einer Gaststätte in Frankfurt-Bornheim einen Bembel, der 3600 Schoppen fasste. Er hatte einen Rauminhalt zwischen 1080 Liter bei einer Berechnung mit einer Schoppen-Größe von 0,3-Liter-Gläsern oder 900 Liter bei einer Schoppen-Größe von 0,25-Liter-Gläsern. Dieser Bembel war ebenfalls ein Schaustück. Es war jedoch kein echter Steingutbembel, sondern ein Nachbau aus Beton.